# CCP Games
CCP Games (англ. Crowd Control Productions) — фирма, разрабатывающая компьютерные игры. Находится в Рейкьявике, Исландия. CCP Games также имеет офисы в разных частях света. В сентябре 2018 года было объявлено о покупке её корейской компанией Pearl Abyss.

## Продукты
Исландская студия CCP в настоящее время занимается разработкой и доработкой компьютерной игры MMORPG EVE Online, вышедшей в мае 2003 года. Шанхайская студия ССP в настоящее время занимается разработкой MMOFPS Project Nova.
В 2010 году на фестивале Grand Masquerade был анонсирован проект World of Darkness Online (14 апреля 2014 года стало известно что игра отменена), основанный на созданном сеттинге компанией White Wolf Publishing.